# 尤寧鎮區 (堪薩斯州羅林斯縣)
尤寧鎮區（英語：Union Township）為美國堪薩斯州羅林斯縣轄下的鎮區。2010年美国人口普查中該鎮區人口有39人。

## 地理
尤寧鎮區涵蓋總面積為111.47平方（43.04平方英里），其中111.47平方（43.04平方英里）為陸地，0平方（0平方英里）或0%為水域。海拔高度928（3,045英尺）。

## 人口統計
根據2010年美國人口普查，尤寧鎮區人口有39人，住房19戶，人口密度為0.35人/每平方公里。此鎮區居民之種族中，白人有39人，非裔美國人有0人，美洲原住民有0人，亞裔美國人有0人，太平洋島裔美國人有0人，其他種族有0人，混血種族則有0人。此外此鎮區有0人為西班牙裔或拉丁裔美國人。

## 交通

### 主要公路
- 36號美國國道